# Shahab-2

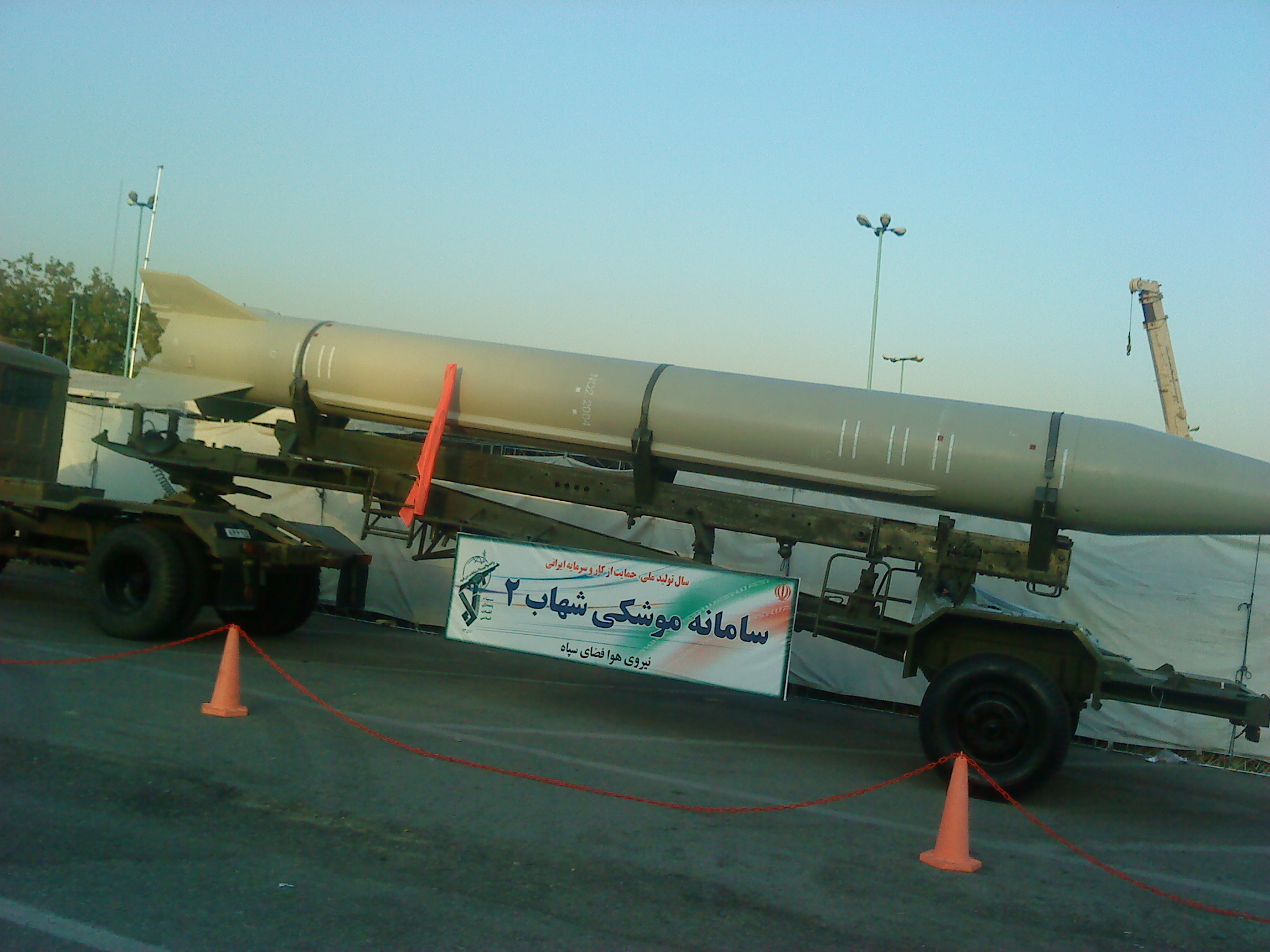
Eine Shahab-2-Rakete, ausgestellt in Teheran im Jahr 2012

Die Shahab-2 (persisch شهاب, deutsch: etwa Meteor-2) ist eine iranische ballistische Kurzstreckenrakete (SRBM) und der Nachfolger der Shahab-1-Rakete.

## Beschreibung
Gegenüber dem Vorgänger soll die Shahab-2 vor allem eine verbesserte Trägheitssteuerung erhalten haben. Die Entwicklung der Rakete fand in Nordkorea statt, wobei als Basis die sowjetische R-17M verwendet wurde. In Nordkorea als Hwasong-6 bezeichnet, wurde sie in eine Vielzahl von Ländern exportiert. Ab 1990 sollen im Iran Einrichtungen für den Zusammenbau und auch die Herstellung der Rakete entstanden sein, außerdem sollen etwa 60 Stück direkt aus Nordkorea geliefert worden sein. Die USA schätzen, dass der Iran insgesamt mindestens 200 Exemplare einsatzbereit hält.
Der erste Start einer nordkoreanischen Scud-C im Iran fand im Mai 1991 auf einem Testzentrum südöstlich von Teheran statt, die Rakete flog etwa 500 km weit und schlug in der Nähe von Schahrud in der Provinz Semnan ein.
US-Analysen gehen für das Jahr 2018 von rund 50 Raketen dieses Typs im iranischen Arsenal aus.

## Technische Daten
| Kenngröße   | Daten                                           |
| ----------- | ----------------------------------------------- |
| Reichweite  | 500 km                                          |
| CEP         | 50 m                                            |
| Durchmesser | 0,885 m                                         |
| Höhe        | 11,37 – 12,29 m                                 |
| Startmasse  | 6370 – 6500 kg                                  |
| Stufen      | 1                                               |
| Treibstoff  | Tonka-250 (50 % Triethylamin, 50 % Xylidin/T-1) |
| Oxidator    | AK-20P (27 % N2O4, 73 % HNO3)                   |
| Sprengkopf  | 750 – 989 kg                                    |